# Megalithanlagen von Tripleville

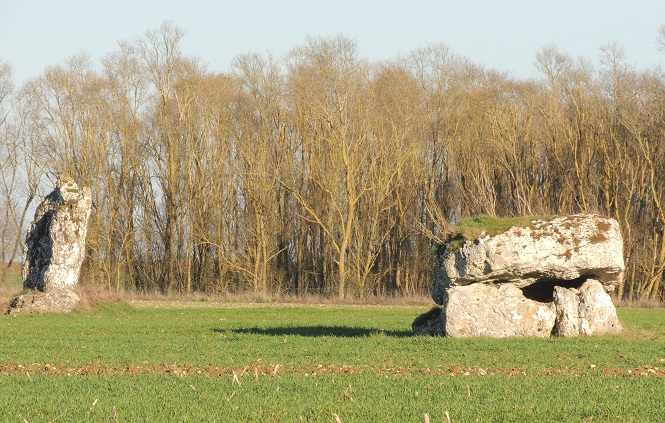
Dolmen de la Nivardière 1 und der Menhir La Drue à Gargantua

Die Megalithanlagen von Tripleville, westlich von Orléans im Département Loir-et-Cher in Frankreich bestehen aus den Dolmen de la Nivardière 1 + 2, dem Menhir La Drue à Gargantua und dem Dolmen von Prunay. Dolmen ist in Frankreich der Oberbegriff für neolithische Megalithanlagen aller Art (siehe: Französische Nomenklatur).
Der Dolmen de la Nivardière 1 (auch Palet de Gargantua genannt) liegt im Nordosten des Dorfes Tripleville, nördlich der Straße D 137. Der Dolmen hat einen etwa 4,0 × 3,0 m messenden Deckstein, der horizontal über einer etwa 3,0 × 2,5 m messenden rechteckigen Kammer liegt. Die Tragsteine der südlichen Seite und der Endstein sind vollständig und befinden sich in situ, während die nördlichen Tragsteine umgefallen sind. Der Dolmen ist im Osten, mit Blickrichtung auf den etwa 80 Meter entfernten Menhir indicateur, offen.
Der Dolmen de la Nivardière 2 ist schlecht erhalten.
Der Menhir la Drue à Gargantua (auch La Drue, la Quille à Gargantua, oder Nivardière menhir genannt) steht auf dem gleichen Feld wie die beiden Dolmen von Nivardière. Der etwa vier Meter hohe Menhir aus Kalkstein ist der größte im Département Loir-et-Cher.
An seiner Basis liegt ein weiterer Stein, der irgendwann abgebrochen sein könnte. Es ist etwa 2,0 Meter breit und 1,0 Meter dick.

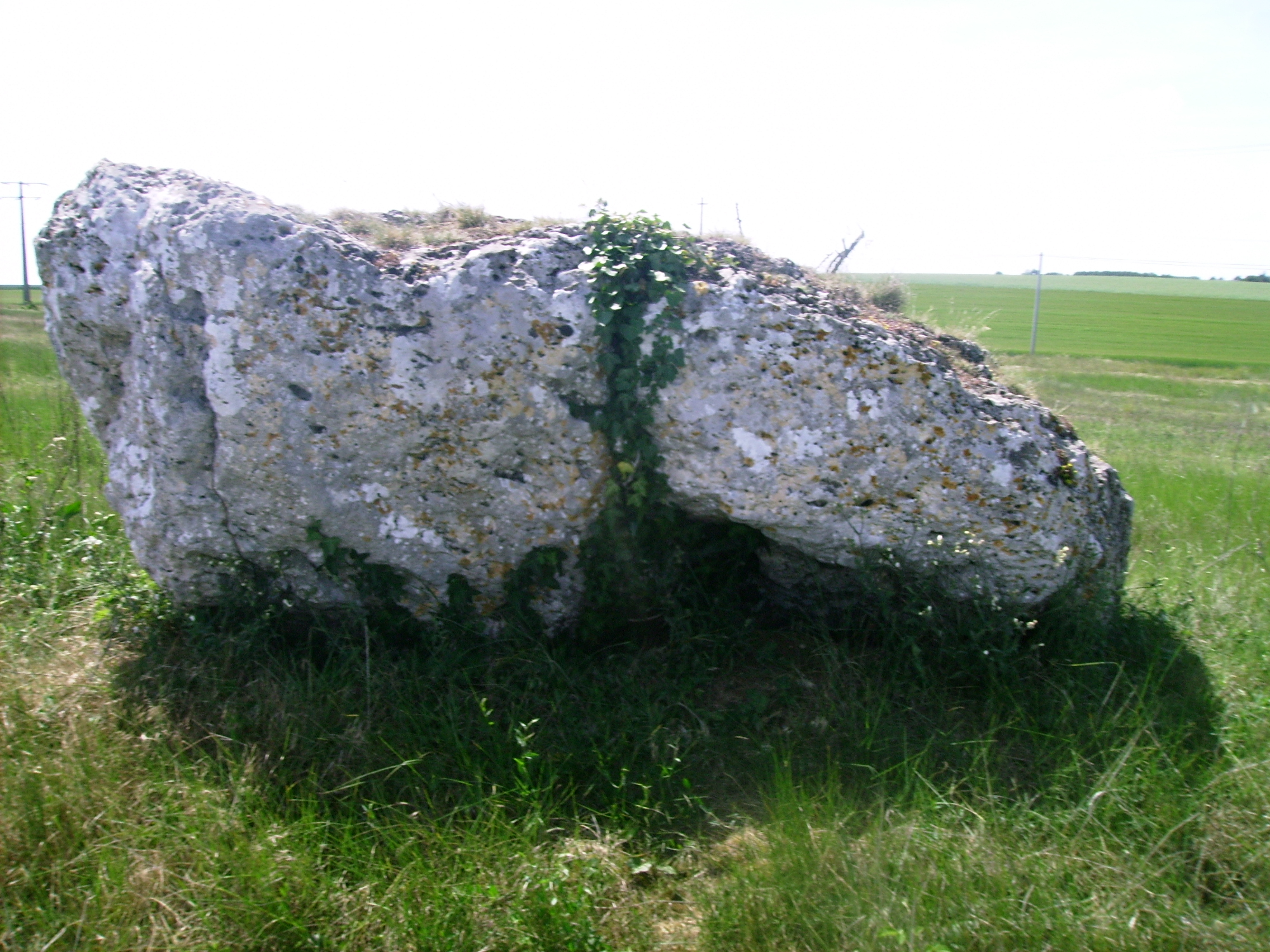
Dolmen von Prunay

Der Dolmen von Prunay (auch Dolmen du Bourg-Neuf oder Dolmen de la Nivardière genannt) liegt in einem Feld südlich des Dorfes, etwa 50 Meter von der Straße, die nach Prunay führt. Sichtbar ist nicht viel mehr als ein etwa 3,0 × 3,0 m großer Stein, der bis zu 1,7 m dick ist und auf einer leichten Anhöhe liegt, darunter könnte eine Kammer verborgen sein.
In der Nähe liegt der Dolmen de la Mouïse-Martin.